# FK Ufa
Futbolnyj Kłub Ufa (ros. Футбольный клуб «Уфа», baszk. Өфө футбол клубы) – rosyjski klub piłkarski z miasta Ufa w Baszkortostanie.

## Historia
Klub piłkarski FK Ufa został założony w Ufie 23 grudnia 2010 roku na bazie Baszinformswiaź-Dinamo Ufa.
W 2010 debiutował w rozgrywkach Pucharu Rosji w meczu z Syzraniem, w którym przegrał dopiero po serii rzutów karnych. 27 kwietnia 2010 startował w rozgrywkach Drugiej Dywizji Rosji, w grupie Uralsko-Nadwołżańskiej. Po zakończeniu sezonu 2011/12 zajął drugie miejsce w grupie. 2 lipca 2012 na Nadzwyczajnym Walnym Zgromadzeniu FNL otrzymał promocję do rozgrywek FNL w miejsce niezdającego licencji klubu Dinamo Briańsk.
W debiutowym sezonie w Pierwszej Dywizji zajął 6. miejsce. Rok później Ufimcy finiszowali na czwartej pozycji, a po wygranym barażu z Tomem Tomsk awansowali na najwyższy poziom rozgrywkowy - do Priemjer-Ligi.
W pierwszych dwóch sezonach po awansie do rosyjskiej ekstraklasy, drużyna FK Ufa zajęła 12. miejsce. W sezonie 2016/17 została sklasyfikowana na siódmym miejscu, natomiast sezon 2017/18 zakończyła na szóstej pozycji.

## Zawodnicy

### Skład na sezon 2021/2022
Skład aktualny na dzień 8 kwietnia 2022.
| Nr | Poz. | Piłkarz                                |
| -- | ---- | -------------------------------------- |
| 3  | OB   | Konstantin Plijew                      |
| 4  | OB   | Aleksiej Nikitin                       |
| 5  | OB   | Bojan Jokić (kapitan)                  |
| 6  | PO   | Rusłan Fiszczenko                      |
| 7  | PO   | Dmitrij Kabutow                        |
| 8  | PO   | Daniła Jemieljanow                     |
| 9  | NA   | Gamid Agałarow                         |
| 11 | OB   | Nemanja Miletić                        |
| 15 | OB   | Erwing Botaka-Ioboma                   |
| 17 | PO   | Oston Urunov (wyp. ze Spartaka Moskwa) |
| 19 | PO   | Oleg Iwanow                            |
| 20 | PO   | Tiago Rodrigues                        |
| 22 | PO   | Artiom Gołubiew                        |

| Nr | Poz. | Piłkarz                                 |
| -- | ---- | --------------------------------------- |
| 23 | PO   | Egas Cacintura                          |
| 24 | PO   | Filip Mrzljak                           |
| 25 | PO   | Aleksandr Saplinow (wyp. z FK Rostów)   |
| 29 | PO   | Władisław Kamiłow                       |
| 31 | BR   | Aleksandr Bielenow (wicekapitan)        |
| 32 | BR   | Anton Czyczkan                          |
| 33 | OB   | Aleksandr Suchow                        |
| 44 | OB   | Jurij Żurawlow                          |
| 57 | NA   | Wiaczesław Krotow                       |
| 75 | NA   | Timur Żamaletdinow                      |
| 81 | BR   | Iwan Kukuszkin                          |
| 99 | NA   | Dilan Ortiz (wyp. z Proleteru Nowy Sad) |

## Europejskie puchary
Legenda do wszystkich tabel:
- Q – runda eliminacyjna, 1/16, 1/8, 1/4, 1/2 – odpowiednia faza rozgrywek, Grupa – runda grupowa, 1r gr – pierwsza runda grupowa, 2r gr – druga runda grupowa, F – finał, R – runda, PO – play-off
- k. – rzuty karne, los. – losowanie, Dogr. – dogrywka, w. – zasada bramek strzelonych na wyjeździe

| Sezon   | Rozgrywki   | Runda | Klub               | Dom | Wyjazd | Ogólnie |
| ------- | ----------- | ----- | ------------------ | --- | ------ | ------- |
| 2018/19 | Liga Europy | 2Q    | Domžale            | 0–0 | 1–1    | 1–1, w. |
| 2018/19 | Liga Europy | 3Q    | Progrès Niedercorn | 2–1 | 2–2    | 4–3     |
| 2018/19 | Liga Europy | PO    | Rangers            | 1–1 | 0–1    | 1–2     |